# کشاورزی عمودی

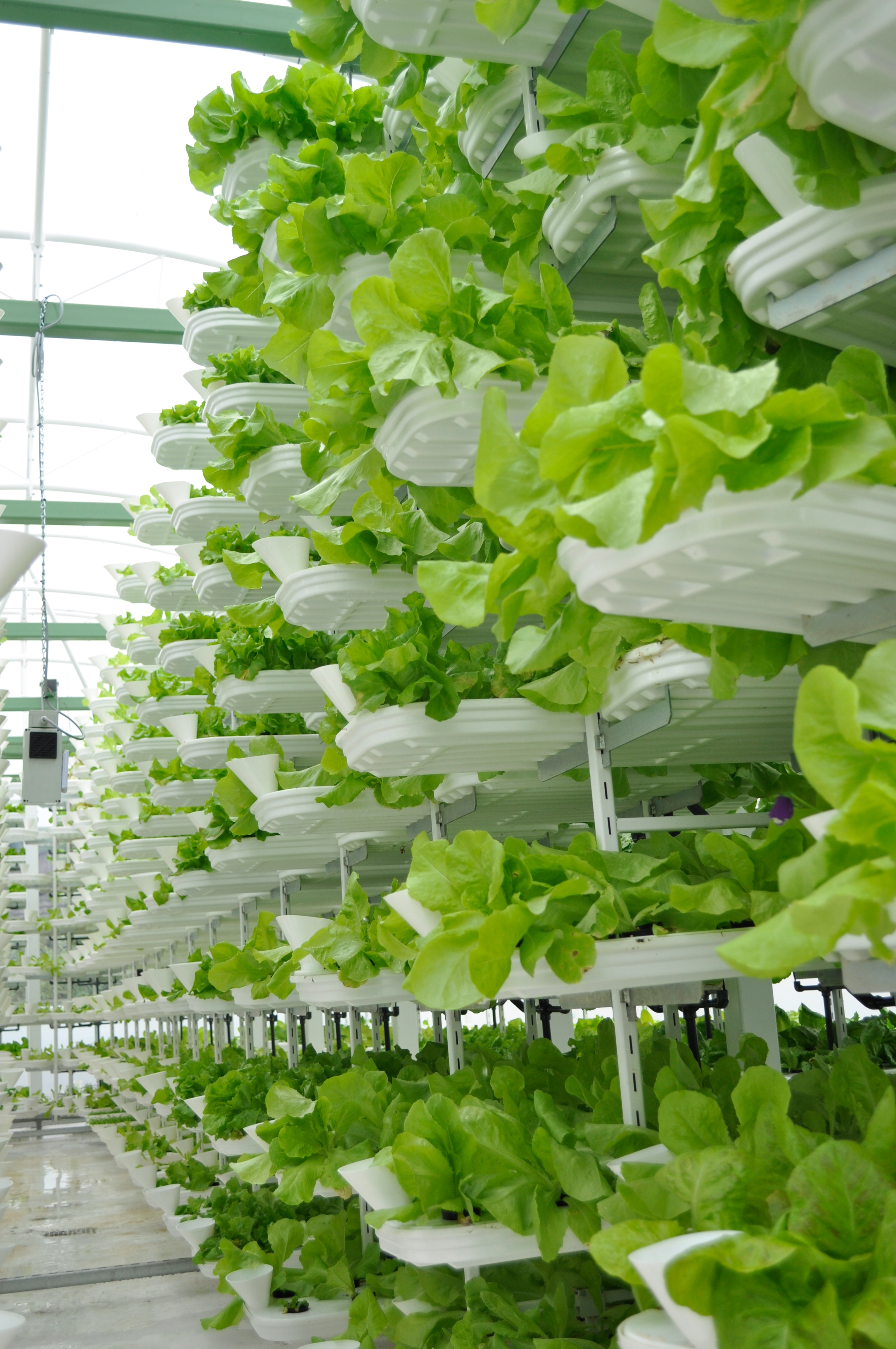
کشت عمودی کاهو.

منظور از زراعت عمودی یا کشاورزی عمودی (به انگلیسی: Vertical farming) کشت گیاهان در طبقه‌های عمودی روی هم است. این گونه کشت بیشتر به کشاورزی در محیط کنترل‌شده اطلاق می‌شود که هدف آن بهینه‌سازی رشد گیاهان و فنون کشاورزی بدون خاک، مانند هیدروپونیک، آکواپونیک و ایروپونیک است. برخی از گزینه‌های معمول سازه‌ها برای استقرار سامانه‌های کشاورزی عمودی شامل ساختمان‌ها، کانتینرهای ترابری، تونل‌ها و چاه‌های معدن رها شده‌است. در سال ۲۰۲۰، معادل حدود ۳۰ هکتار زمین کشاورزی عمودی عملیاتی در جهان وجود دارد. مفهوم مدرن کشاورزی عمودی در سال ۱۹۹۹ توسط دیکسون دسپومیر، استاد بهداشت عمومی و محیط زیست در دانشگاه کلمبیا ارائه شد. ☃☃ دسپومیر و شاگردانش طرحی از یک مزرعه آسمان خراش را ارائه دادند که می‌تواند ۵۰ هزار نفر را تغذیه کند. اگرچه این طرح هنوز ساخته نشده‌است، اما ایده کشاورزی عمودی را با موفقیت رواج داد.
فناوری‌های کشاورزی عمودی در مقایسه با مزارع سنتی با چالش‌های اقتصادی و هزینه‌های آغاز بسیار مواجه هستند. در ویکتوریا، استرالیا، هزینه «یک مزرعه عمودی ۱۰ طبقه فرضی» ۸۵۰ برابر بیشتر از یک مزرعه سنتی در روستای ویکتوریا به ازای هر متر مربع زمین قابل کشت هزینه دارد. مزارع عمودی نیز به دلیل به‌کارگیری نور مکمل مانند LED با تقاضای انرژی بسیاری روبرو هستند. به علاوه، اگر از انرژی تجدیدناپذیر برای تأمین این نیازهای انرژی استفاده شود، مزارع عمودی می‌توانند آلودگی بیشتری نسبت به مزارع سنتی یا گلخانه‌ها ایجاد کنند.

## مزایا

### بهره‌وری
نیازهای زمین‌های زراعی سنتی بسیار و تهاجمی است تا برای نسل‌های آینده پایدار بماند. با رشد جمعیت سریع، انتظار می‌رود که زمین‌های قابل کشت به ازای هر نفر در سال ۲۰۵۰ در مقایسه با ۱۹۷۰ در حدود ۶۶٪ کاهش یابد. کشاورزی عمودی، در برخی موارد، اجازه تولید بیش از ده برابر محصول در هر هکتار را نسبت به روش‌های سنتی می‌دهد. برخلاف کشاورزی سنتی در مناطق غیر گرمسیری، از طریق کشاورزی در محیط داخلی می‌توان در همه طول سال محصولاتی را تولید کرد. کشاورزی همه فصلی، بهره‌وری از سطح زیر کشت را با ضریب ۴ تا ۶، بسته به محصول، چند برابر می‌کند. با محصولاتی مانند توت فرنگی، این فاکتور ممکن است به ۳۰ برسد.
کشاورزی عمودی به دلیل به‌کارگیری بخشهای زراعی جدا، امکان تولید گونه‌های بیشتری از محصولات قابل برداشت را نیز فراهم می‌کند. برخلاف یک مزرعه سنتی که در آن یک گونه محصول در هر فصل برداشت می‌شود، مزارع عمودی اجازه می‌دهند شمار بسیاری از محصولات مختلف به‌طور همزمان و به دلیل زمین‌های جداگانه خود، رشد و برداشت شوند.

### مقاومت در برابر هوا
محصولاتی که در کشاورزی سنتی در فضای باز کشت می‌شوند به آب و هوای مناسب تکیه دارند و از درجه حرارت نامطلوب، باران موسمی، طوفان تگرگ، گردباد، سیل، آتش‌سوزی و خشکسالی رنج می‌برند.
مسئله شرایط نامساعد جوی به ویژه برای مناطق قطب شمال و نیمه قطب شمال مانند آلاسکا و شمال کانادا که کشاورزی سنتی تقریباً غیرممکن است، بسیار مهم است. نداشتن امنیت غذایی یک مشکل طولانی مدت در جوامع دور افتاده شمالی بوده‌است، جایی که محصولات تازه باید از فواصل بسیار دوری حمل شوند که این امر منجر به افزایش بسیار هزینه‌ها و تغذیه نامناسب می‌شود.

### حفاظت از محیط زیست
به دلیل بالاتر بودن بهره‌وری کشاورزی عمودی، به ازای هر واحد زمین کشاورزی عمودی ۲۰ واحد زمین کشاورزی محیط باز می‌تواند به حالت طبیعی خود برگردد. کشاورزی عمودی باعث کاهش مساحت زمین‌های کشاورزی می‌شود، به این طریق در بسیاری از منابع طبیعی صرفه جویی می‌شود.

## معایب

### مسائل اقتصادی

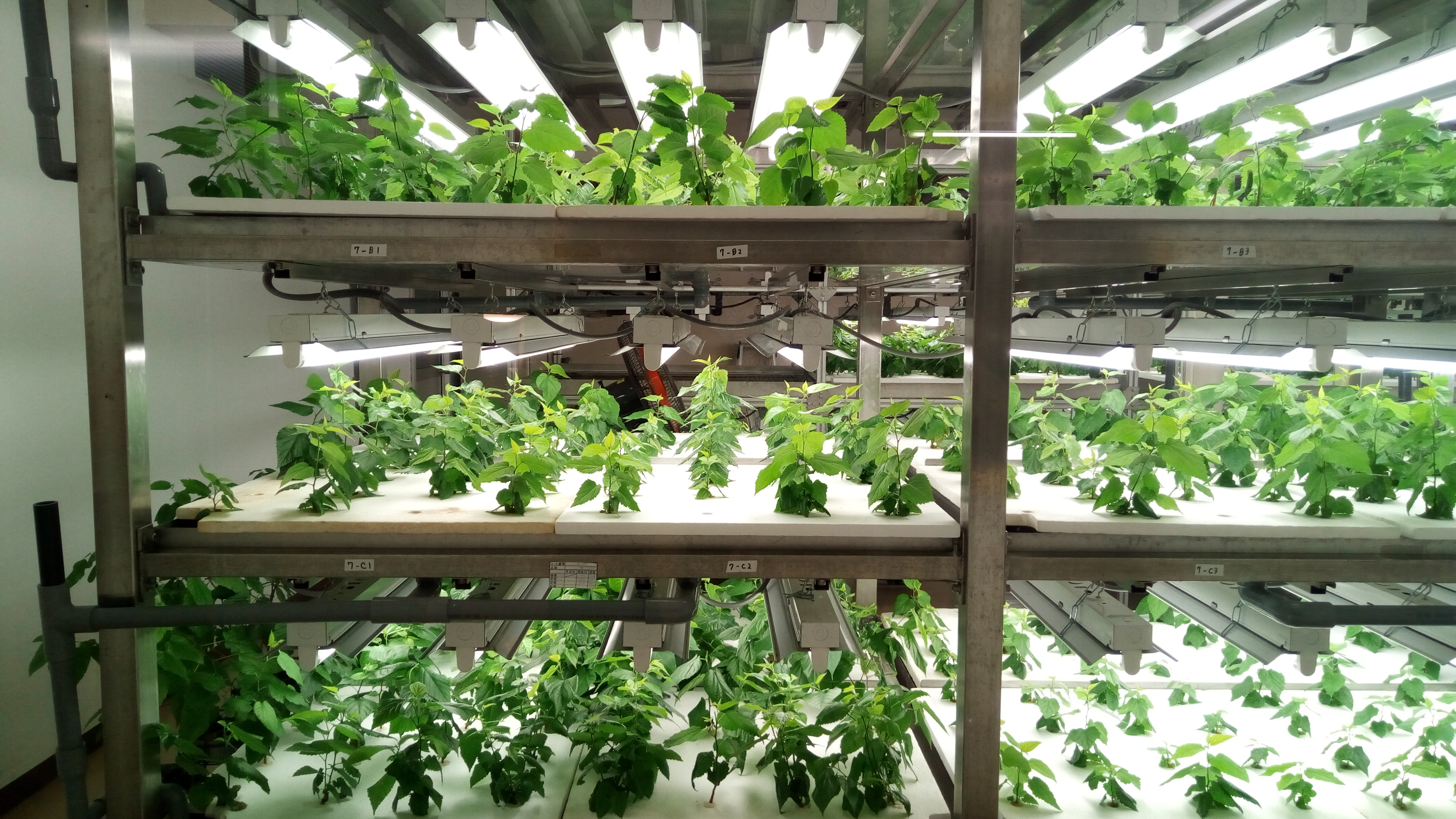
پرورش توت به روش آب‌کشت در داخل فضای بسته در ژاپن.

مزارع عمودی باید از چالش مالی هزینه‌های بزرگ راه اندازی عبور کنند. هزینه‌های اولیه ساختمان می‌تواند بیش از ۱۰۰ میلیون دلار برای یک مزرعه عمودی ۶۰ هکتاری باشد. هزینه‌های خرید یا اجاره زمین‌های شهری می‌تواند بسیار باشد، در نتیجه هزینه‌های راه اندازی بسیار بالاتر - و در نتیجه زمان سربسر شدن هزینه‌ها طولانی‌تر - از یک مزرعه سنتی در مناطق روستایی است.
مخالفان کشاورزی عمودی بیشتر سودآوری بالقوه کشاورزی عمودی را زیر سؤال می‌برند. برای اینکه مزارع عمودی از نظر اقتصادی موفق باشند، باید محصولات با ارزش بالا کشت شود زیرا مزارع سنتی محصولات کم ارزش مانند گندم را با هزینه‌های کمتری نسبت به یک مزرعه عمودی تهیه می‌کنند. لوئیس آلبرایت، استاد مهندسی زیست و محیط زیست در کُرنل اظهار داشت که یک قرص نان که از گندم کشت شده در یک مزرعه عمودی تهیه شود، ۲۷ دلار آمریکا هزینه خواهد داشت. با این حال، بنابر گزارش دفتر آمار کار ایالات متحده، متوسط قیمت قرص نان در سپتامبر ۲۰۱۹ برابر ۱٫۲۹۶ دلار آمریکا هزینه داشته‌است، که به وضوح نشان می‌دهد چگونه محصولات رشدیافته در مزارع عمودی در مقایسه با محصولاتی که در مزارع سنتی در فضای باز رشد می‌کنند، غیررقابتی خواهند بود. برای اینکه مزرعه‌های عمودی سودآور باشند باید هزینه‌های بهره‌برداری از این مزارع کاهش یابد. توسعه دهندگان سامانه TerraFarm تولید شده از کانتینرهای حمل و نقل ۴۰ فوتی دست دوم، ادعا کردند که سامانه آن‌ها «با کشاورزی سنتی و فضای باز به برابری هزینه دست یافته‌است».
یک مزرعه فرضی ۱۰ طبقه گندم عمودی می‌تواند تا ۱۹۴۰ تن گندم در هر هکتار در مقایسه با میانگین جهانی ۳٫۲ تن گندم در هکتار تولید کند (راندمان ۶۰۰ برابر). روش‌های کنونی به مصرف انرژی بسیار برای روشنایی، دما، کنترل رطوبت، ورودی دی‌اکسید کربن و کود نیاز دارند و در نتیجه نویسندگان نتیجه گرفتند «بعید است از نظر اقتصادی با قیمت‌های کنونی بازار قابل رقابت باشد».
بنابر گزارشی از فایننشال تایمز در سال ۲۰۲۰، بیشتر شرکت‌های کشاورزی عمودی به جز شماری از شرکت‌های ژاپنی، سودآور نبوده‌اند.

### مصرف انرژی
در طول فصل رشد، خورشید در یک سطح عمودی با یک زاویه شدید می‌درخشد به طوری که نسبت به زمانی که گیاهان در زمین صاف کاشته می‌شوند، نور کمتری در دسترس گیاهان است؛ بنابراین، نور مکمل مورد نیاز است. بروس باگبی ادعا کرد که تقاضای برق در کشاورزی عمودی با مزرعه‌های سنتی که در آن فقط از نور طبیعی استفاده می‌کنند، غیرقابل رقابت است. جورج مونبیوت نویسنده محیط زیست محاسبه کرد که هزینه تأمین نور مکمل کافی برای رشد غلات برای یک قرص نان در حدود ۱۵ دلار خواهد بود. مقاله ای در اکونومیست استدلال کرد که «حتی اگر محصولاتی که در یک آسمان خراش شیشه ای رشد می‌کنند، در طول روز نور آفتاب بگیرند، کافی نخواهد بود» و «هزینه تأمین انرژی چراغ‌های مصنوعی، کشاورزی داخلی را گران می‌کند». علاوه بر این، محققان تشخیص دادند که اگر فقط از صفحات خورشیدی برای تأمین انرژی مصرفی یک مزرعه عمودی استفاده شود، "مساحت صفحات خورشیدی مورد نیاز باید بیست برابر بیشتر از سطح قابل کشت در یک طبقه داخلی مزرعه چند طبقه باشد”، که انجام آن با مزارع عمودی بزرگتر سخت خواهد بود. یک مزرعه هیدروپونیک برای تولید کاهو در آریزونا به ۱۵۰۰۰ کیلوژول انرژی به ازای هر کیلو کاهوی تولیدی احتیاج دارد. برای مقایسه، یک مزرعه کاهو در فضای باز در آریزونا فقط به ۱۱۰۰ کیلوژول انرژی در هر کیلو کاهو پرورش یافته احتیاج دارد.
همان‌طور که کتاب «مزرعه عمودی» دکتر دیکسون دسپومیر یک محیط کنترل شده را پیشنهاد می‌کند، هزینه‌های گرمایش و سرمایش شبیه هر ساختمان چند طبقه دیگر است. سامانه‌های لوله‌کشی و آسانسور برای توزیع مواد مغذی و آب ضروری هستند. در شمال قاره ایالات متحده، هزینه گرمایش سوخت‌های فسیلی می‌تواند بیش از ۲۰۰۰۰۰ دلار در هر هکتار باشد. یک تحقیق انجام شده در سال ۲۰۱۵، پرورش کاهو در آریزونا با به‌کارگیری روش‌های مرسوم کشاورزی و یک مزرعه هیدروپونیک را مقایسه کرده‌است. آن‌ها تشخیص دادند که گرمایش و سرمایش، بیش از ۸۰٪ انرژی مصرفی در مزرعه هیدروپونیک را تشکیل می‌دهد، و به ازای هر کیلو کاهوی تولیدی، گرمایش و سرمایش به ۷۴۰۰ کیلوژول انرژی نیاز دارد. بنابر همین مطالعه، کل انرژی مصرفی مزرعه هیدروپونیک ۹۰۰۰۰ کیلوژول برای هر کیلو کاهو است. اگر به مصرف انرژی توجه نشود، مزارع عمودی ممکن است جایگزین ناپایداری برای کشاورزی سنتی باشند.

### آلودگی
شماری از چالش‌های مرتبط باهم، به همراه برخی راه حل‌های بالقوه وجود دارد:
- نیاز به برق: اگر نیاز به انرژی توسط سوخت‌های فسیلی برآورده شود، اثر محیط زیست ممکن است یک اتلاف خالص باشد.[۲۵]
- انتشار کربن: یک مزرعه عمودی به منبع CO2 احتیاج دارد که اگر در نزدیکی نیروگاه‌های برق ساخته شود، به احتمال بسیار می‌توان از احتراق حاصل استفاده کرد. در غیر اینصورت جذب CO2 ممکن است متوقف شود. در گلخانه‌ها معمولاً سطح دی اکسیدکربن را به ۳ تا ۴ برابر مقدار اتمسفر افزایش می‌دهند. این افزایش CO2 باعث افزایش فتوسنتز با نرخ‌های مختلف می‌شود، به‌طور متوسط ۵۰٪، که این امر نه تنها به باردهی بیشتر منجر می‌شود بلکه به بلوغ سریعتر گیاه، کوچک شدن منافذ و انعطاف‌پذیری بیشتر در برابر تنش آبیاری کمک می‌کند (هم آبیاری بسیار و هم آبیاری کم). مزارع عمودی نیازی به‌طور جداگانه ندارند، گیاهان بالغ تر می‌توانند به گلخانه سنتی منتقل شوند، فضا آزاد شود و انعطاف‌پذیری هزینه افزایش یابد.
- خسارت به محصول: برخی از گلخانه‌ها سوخت‌های فسیلی را صرفاً برای تولید CO2 می‌سوزانند، مانند کوره‌ها که حاوی آلاینده‌هایی مانند دی‌اکسید گوگرد و اتیلن است. این آلاینده‌ها می‌توانند به‌طور قابل توجهی به گیاهان آسیب برسانند، بنابراین فیلتراسیون گاز یکی از اجزای سامانه‌های تولید بالا است.
- آلودگی آب: گلخانه‌های هیدروپونیک به‌طور منظم آب را عوض کرده و آبی حاوی کود و سموم دفع آفات تولید می‌کنند که باید دفع شود. پخش پساب در زمین‌های کشاورزی مجاور یا تالاب‌ها برای یک مزرعه عمودی شهری دشوار خواهد بود، در حالی که تصفیه آب (طبیعی یا غیر آن) می‌تواند بخشی از یک راه حل باشد.